# Apogon
Genre
Apogon (les apogons en français) est un genre de poissons de la famille des Apogonidae.

## Liste des espèces
Selon FishBase (7 novembre 2018) :
- Apogon abrogramma Fraser & Lachner, 1985
- Apogon affinis (Poey, 1875)
- Apogon albimaculosus Kailola, 1976
- Apogon albomarginatus (Smith & Radcliffe, 1912)
- Apogon amboinensis Bleeker, 1853
- Apogon americanus Castelnau, 1855
- Apogon angustatus (Smith & Radcliffe, 1911)
- Apogon apogonides (Bleeker, 1856)
- Apogon argyrogaster Weber, 1909
- Apogon aroubiensis Hombron & Jacquinot, 1853
- Apogon aterrimus Günther, 1867
- Apogon atradorsatus Heller & Snodgrass, 1903
- Apogon atricaudus Jordan & McGregor, 1898
- Apogon atripes (Ogilby, 1916)
- Apogon atrogaster (Smith & Radcliffe, 1912)
- Apogon aurolineatus (Mowbray, 1927)
- Apogon axillaris Valenciennes, 1832
- Apogon binotatus (Poey, 1867)
- Apogon brevicaudata Weber, 1909
- Apogon brevispinis Fraser & Randall, 2003
- Apogon bryx Fraser, 1998
- Apogon campbelli Smith, 1949
- Apogon cantoris Bleeker, 1851
- Apogon capricornis Allen & Randall, 1993
- Apogon carinatus Cuvier, 1828
- Apogon catalai Fourmanoir, 1973
- Apogon cathetogramma (Tanaka, 1917)
- Apogon caudicinctus Randall & Smith, 1988
- Apogon cavitensis (Jordan & Seale, 1907)
- Apogon ceramensis Bleeker, 1852
- Apogon chalcius Fraser & Randall, 1986
- Apogon cheni Hayashi, 1990
- Apogon chrysopomus Bleeker, 1854
- Apogon chrysotaenia Bleeker, 1851
- Apogon cladophilos Allen & Randall, 2002
- Apogon coccineus Rüppell, 1838
- Apogon compressus (Smith & Radcliffe, 1911)
- Apogon cookii Macleay, 1881
- Apogon crassiceps Garman, 1903
- Apogon cyanosoma Bleeker, 1853
- Apogon cyanotaenia Bleeker, 1853
- Apogon dammermani Weber & de Beaufort, 1929
- Apogon darnleyensis (Alleyne & Macleay, 1877)
- Apogon deetsie Randall, 1998
- Apogon dhofar Mee, 1995
- Apogon dianthus Fraser & Randall, 2002
- Apogon dispar Fraser & Randall, 1976
- Apogon diversus (Smith & Radcliffe, 1912)
- Apogon doederleini Jordan & Snyder, 1901
- Apogon doryssa (Jordan & Seale, 1906)
- Apogon dovii Günther, 1862
- Apogon ellioti Day, 1875
- Apogon endekataenia Bleeker, 1852
- Apogon erythrosoma Gon & Randall, 2003
- Apogon euspilotus Fraser, 2006
- Apogon evermanni Jordan & Snyder, 1904
- Apogon exostigma (Jordan & Starks, 1906)
- Apogon fasciatus (White, 1790)
- Apogon flagelliferus (Smith, 1961)
- Apogon flavus Allen & Randall, 1993
- Apogon fleurieu (Lacepède, 1802)
- Apogon fraenatus Valenciennes, 1832
- Apogon franssedai Allen, Kuiter & Randall, 1994
- Apogon fukuii Hayashi, 1990
- Apogon fuscomaculatus Allen & Morrison, 1996
- Apogon fusovatus Allen, 1985
- Apogon gardineri Regan, 1908
- Apogon gouldi Smith-Vaniz, 1977
- Apogon griffini (Seale, 1910)
- Apogon guadalupensis (Osburn & Nichols, 1916)
- Apogon guamensis Valenciennes, 1832
- Apogon gularis Fraser & Lachner, 1984
- Apogon hartzfeldii Bleeker, 1852
- Apogon heptastygma Cuvier, 1828
- Apogon hoevenii Bleeker, 1854
- Apogon holotaenia Regan, 1905
- Apogon hungi Fourmanoir & Do-Thi, 1965
- Apogon hyalosoma Bleeker, 1852
- Apogon imberbis (Linnaeus, 1758)
- Apogon indicus Greenfield, 2001
- Apogon ishigakiensis Ida & Moyer, 1974
- Apogon isus Randall & Böhlke, 1981
- Apogon jenkinsi (Evermann & Seale, 1907)
- Apogon kallopterus Bleeker, 1856
- Apogon kalosoma Bleeker, 1852
- Apogon kautamea Greenfield & Randall, 2004
- Apogon kiensis Jordan & Snyder, 1901
- Apogon komodoensis Allen, 1998
- Apogon lachneri Böhlke, 1959
- Apogon lateralis Valenciennes, 1832
- Apogon lativittatus Randall, 2001
- Apogon latus Cuvier, 1828
- Apogon leptocaulus Gilbert, 1972
- Apogon leptofasciatus Allen, 2001
- Apogon limenus Randall & Hoese, 1988
- Apogon lineatus Temminck & Schlegel, 1842
- Apogon lineomaculatus Allen & Randall, 2002
- Apogon maculatus (Poey, 1860)
- Apogon maculiferus Garrett, 1864
- Apogon maculipinnis Regan, 1908
- Apogon margaritophorus Bleeker, 1854
- Apogon marquesensis Greenfield, 2001
- Apogon melanoproctus Fraser & Randall, 1976
- Apogon melanopterus (Fowler & Bean, 1930)
- Apogon melanopus Weber, 1911
- Apogon melas Bleeker, 1848
- Apogon micromaculatus (Kotthaus, 1970)
- Apogon microspilos Allen & Randall, 2002
- Apogon moluccensis Valenciennes, 1832
- Apogon monospilus Fraser, Randall & Allen, 2002
- Apogon mosavi Dale, 1977
- Apogon multilineatus (Bleeker, 1874)
- Apogon multitaeniatus Cuvier, 1828
- Apogon mydrus (Jordan & Seale, 1905)
- Apogon nanus Allen, Kuiter & Randall, 1994
- Apogon natalensis Gilchrist & Thompson, 1908
- Apogon neotes Allen, Kuiter & Randall, 1994
- Apogon niger Döderlein, 1883
- Apogon nigripes Playfair, 1867
- Apogon nigripinnis Cuvier, 1828
- Apogon nigrocincta (Smith & Radcliffe, 1912)
- Apogon nigrofasciatus Lachner, 1953
- Apogon nitidus (Smith, 1961)
- Apogon norfolcensis Ogilby, 1888
- Apogon notatus (Houttuyn, 1782)
- Apogon noumeae Whitley, 1958
- Apogon novaeguineae Valenciennes, 1832
- Apogon novemfasciatus Cuvier, 1828
- Apogon ocellicaudus Allen, Kuiter & Randall, 1994
- Apogon omanensis Gon & Mee, 1995
- Apogon opercularis Macleay, 1878
- Apogon oxina Fraser, 1999
- Apogon oxygrammus Allen, 2001
- Apogon pacificus (Herre, 1935)
- Apogon pallidofasciatus Allen, 1987
- Apogon parvulus (Smith & Radcliffe, 1912)
- Apogon pharaonis Bellotti, 1874
- Apogon phenax Böhlke & Randall, 1968
- Apogon photogaster Gon & Allen, 1998
- Apogon pillionatus Böhlke & Randall, 1968
- Apogon planifrons Longley & Hildebrand, 1940
- Apogon pleuron Fraser, 2005
- Apogon poecilopterus Cuvier, 1828
- Apogon posterofasciatus Allen & Randall, 2002
- Apogon properuptus (Whitley, 1964)
- Apogon pselion Randall, Fraser & Lachner, 1990
- Apogon pseudomaculatus Longley, 1932
- Apogon pseudotaeniatus Gon, 1986
- Apogon quadrifasciatus Cuvier, 1828
- Apogon quadrisquamatus Longley, 1934
- Apogon quartus Fraser, 2000
- Apogon queketti Gilchrist, 1903
- Apogon quinquestriatus Regan, 1908
- Apogon radcliffei (Fowler, 1918)
- Apogon regani Whitley, 1951
- Apogon regula Fraser & Randall, 2003
- Apogon relativus Randall, 2001
- Apogon retrosella (Gill, 1862)
- Apogon rhodopterus Bleeker, 1852
- Apogon robbyi Gilbert & Tyler, 1997
- Apogon robinsi Böhlke & Randall, 1968
- Apogon rubellus (Smith, 1961)
- Apogon rubrifuscus Greenfield & Randall, 2004
- Apogon rubrimacula Randall & Kulbicki, 1998
- Apogon rueppellii Günther, 1859
- Apogon rufus Randall & Fraser, 1999
- Apogon sabahensis Allen & Kuiter, 1994
- Apogon sangiensis Bleeker, 1857
- Apogon schlegeli Bleeker, 1854
- Apogon sealei (Fowler, 1918)
- Apogon selas Randall & Hayashi, 1990
- Apogon semilineatus Temminck & Schlegel, 1842
- Apogon seminigracaudus Greenfield, 2007
- Apogon semiornatus Peters, 1876
- Apogon septemstriatus Günther, 1880
- Apogon sialis (Jordan & Thompson, 1914)
- Apogon sinus Randall, 2001
- Apogon smithi (Kotthaus, 1970)
- Apogon spilurus Regan, 1905
- Apogon spongicolus (Smith, 1965)
- Apogon striatodes Gon, 1997
- Apogon striatus (Smith & Radcliffe, 1912)
- Apogon susanae Greenfield, 2001
- Apogon taeniatus Cuvier, 1828
- Apogon taeniophorus Regan, 1908
- Apogon taeniopterus Bennett, 1836
- Apogon talboti Smith, 1961
- Apogon tchefouensis Fang, 1942
- Apogon thermalis Cuvier, 1829
- Apogon timorensis Bleeker, 1854
- Apogon townsendi (Breder, 1927)
- Apogon trimaculatus Cuvier, 1828
- Apogon truncatus Bleeker, 1854
- Apogon unicolor Steindachner & Döderlein, 1883
- Apogon uninotatus (Smith & Radcliffe, 1912)
- Apogon unitaeniatus Allen, 1995
- Apogon urostigma (Bleeker, 1874)
- Apogon ventrifasciatus Allen, Kuiter & Randall, 1994
- Apogon victoriae Günther, 1859
- Apogon wassinki Bleeker, 1861
- Apogon wilsoni (Fowler, 1918)
- Apogon zebrinus Fraser, Randall & Lachner, 1999

Pour FishBase Apogon leptacanthus Bleeker, 1856-57 est Zoramia leptacantha (Bleeker, 1856-57).

Origine WORMS (2019)
| Apogon affinis (Poey, 1875)                       |
| Apogon albomarginatus (Smith & Radcliffe, 1912)   |
| Apogon americanus (Castelnau, 1855)               |
| Apogon atradorsatus (Heller & Snodgrass, 1903)    |
| Apogon atricaudus (Jordan & MacGregor, 1898)      |
| Apogon aurolineatus (Mowbray, 1927)               |
| Apogon axillaris (Valenciennes, 1832)             |
| Apogon binotatus (Poey, 1867)                     |
| Apogon brevispinis (Fraser & Randall, 2003)       |
| Apogon bryx (Fraser, 1998)                        |
| Apogon campbelli (Smith, 1949)                    |
| Apogon capricornis (Allen & Randall, 1993)        |
| Apogon carinatus (Cuvier, 1828)                   |
| Apogon catalai (Fourmanoir, 1973)                 |
| Apogon cathetogramma (Tanaka, 1917)               |
| Apogon caudicinctus (Randall & Smith, 1988)       |
| Apogon ceramensis (Bleeker, 1852)                 |
| Apogon chalcius (Fraser & Randall, 1986)          |
| Apogon cheni (Hayashi, 1990)                      |
| Apogon coccineus (Rüppell, 1838)                  |
| Apogon crassiceps (Garman, 1903)                  |
| Apogon dammermani (Weber & DeBeaufort, 1929)      |
| Apogon deetsie (Randall, 1998)                    |
| Apogon dhofar (Mee, 1995)                         |
| Apogon dianthus (Fraser & Randall, 2002)          |
| Apogon doederleini (Jordan & Snyder, 1901)        |
| Apogon doryssa (Jordan & Seale, 1906)             |
| Apogon dovii (Günther, 1862)                      |
| Apogon erythrinus (Snyder, 1904)                  |
| Apogon erythrosoma (Gon & Randall, 2003)          |
| Apogon flavus (Allen & Randall, 1993)             |
| Apogon gouldi (SmithVaniz, 1977)                  |
| Apogon guadalupensis (Osburn & Nichols, 1916)     |
| Apogon imberbis (Linnaeus, 1758)                  |
| Apogon indicus (Greenfield, 2001)                 |
| Apogon ishigakiensis (Ida & Moyer, 1974)          |
| Apogon isus (Randall & Böhlke, 1981)              |
| Apogon kautamea (Greenfield & Randall, 2004)      |
| Apogon lachneri (Böhlke, 1959)                    |
| Apogon lativittatus (Randall, 2001)               |
| Apogon latus (Cuvier, 1828)                       |
| Apogon leptocaulus (Gilbert, 1972)                |
| Apogon leslie (Schultz & Randall, 2006)           |
| Apogon lineatus (Temminck & Schlegel, 1842)       |
| Apogon maculatus (Poey, 1860)                     |
| Apogon marquesensis (Greenfield, 2001)            |
| Apogon melanopterus (Fowler & Bean, 1930)         |
| Apogon mosavi (Dale, 1977)                        |
| Apogon mydrus (Jordan & Seale, 1905)              |
| Apogon natalensis (Gilchrist & Thompson, 1908)    |
| Apogon nigripes (Playfair, 1867)                  |
| Apogon nitidus (Smith, 1961)                      |
| Apogon notatus (Houttuyn, 1782)                   |
| Apogon noumeae (Whitley, 1958)                    |
| Apogon omanensis (Gon & Mee, 1995)                |
| Apogon oxina (Fraser, 1999)                       |
| Apogon pacificus (Herre, 1935)                    |
| Apogon pallidofasciatus (Allen, 1987)             |
| Apogon phenax (Böhlke & Randall, 1968)            |
| Apogon pillionatus (Böhlke & Randall, 1968)       |
| Apogon planifrons (Longley & Hildebrand, 1940)    |
| Apogon posterofasciatus (Allen & Randall, 2002)   |
| Apogon pselion (Randall & Fraser & Lachner, 1990) |
| Apogon pseudomaculatus (Longley, 1932)            |
| Apogon quadrisquamatus (Longley, 1934)            |
| Apogon quartus (Fraser, 2000)                     |
| Apogon queketti (Gilchrist, 1903)                 |
| Apogon quinquestriatus (Regan, 1908)              |
| Apogon radcliffei (Fowler, 1918)                  |
| Apogon relativus (Randall, 2001)                  |
| Apogon retrosella (Gill, 1862)                    |
| Apogon robbyi (Gilbert & Tyler, 1997)             |
| Apogon robinsi (Böhlke & Randall, 1968)           |
| Apogon rubellus (Smith, 1961)                     |
| Apogon rubrifuscus (Greenfield & Randall, 2004)   |
| Apogon semilineatus (Temminck & Schlegel, 1842)   |
| Apogon seminigracaudus (Greenfield, 2007)         |
| Apogon semiornatus (Peters, 1876)                 |
| Apogon septemstriatus (Günther, 1880)             |
| Apogon sinus (Randall, 2001)                      |
| Apogon spilurus (Regan, 1905)                     |
| Apogon spongicolus (Smith, 1965)                  |
| Apogon striatodes (Gon, 1997)                     |
| Apogon striatus (Smith & Radcliffe, 1912)         |
| Apogon susanae (Greenfield, 2001)                 |
| Apogon taeniatus (Cuvier, 1828)                   |
| Apogon talboti (Smith, 1961)                      |
| Apogon tchefouensis (Fang, 1942)                  |
| Apogon townsendi (Breder, 1927)                   |
| Apogon tricinctus (Allen & Erdmann, 2012)         |
| Apogon unicolor (Steindachner & Döderlein, 1883)  |
| Apogon unitaeniatus (Allen, 1995)                 |
| Apogon wilsoni (Fowler, 1918)                     |

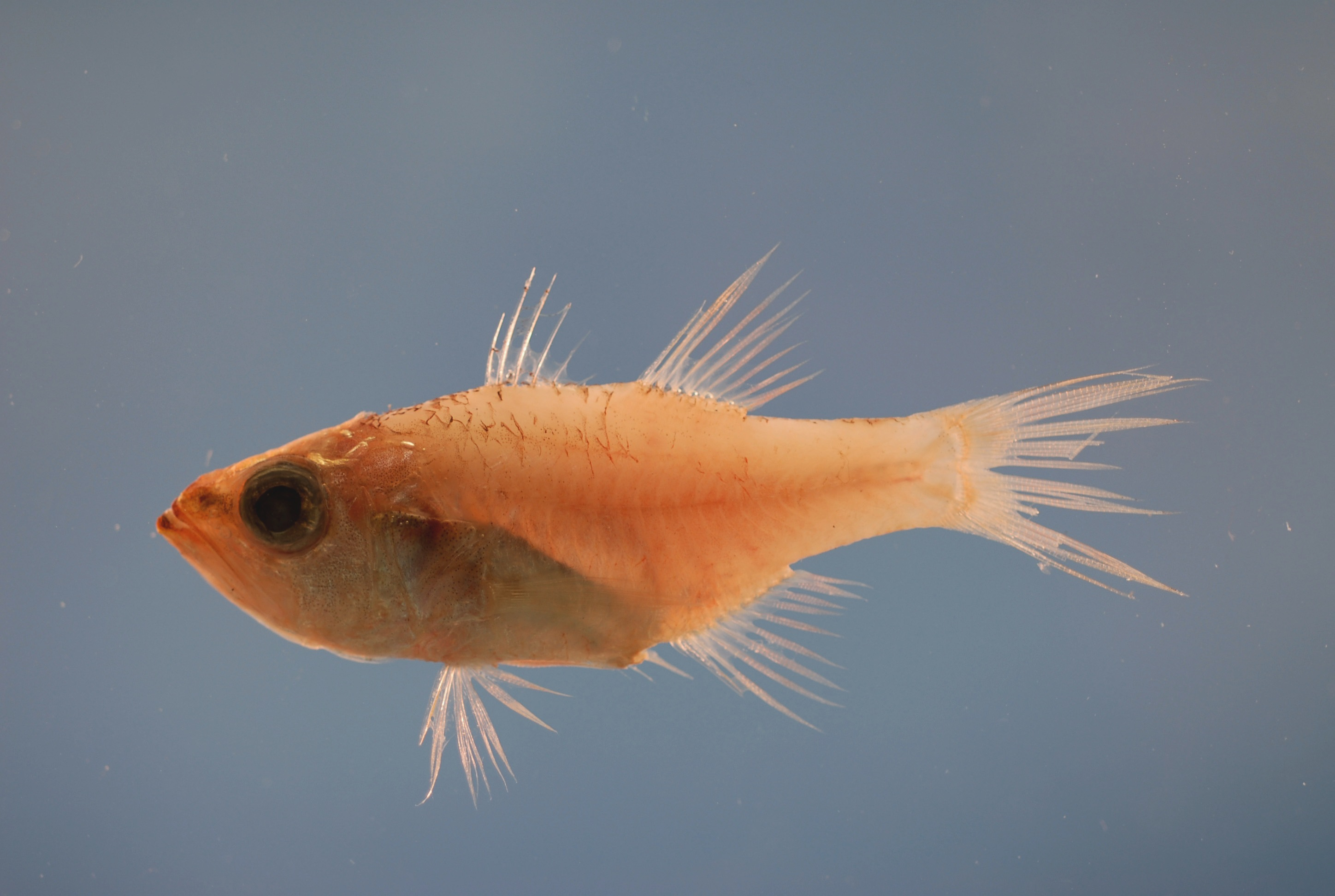
Apogon affinis
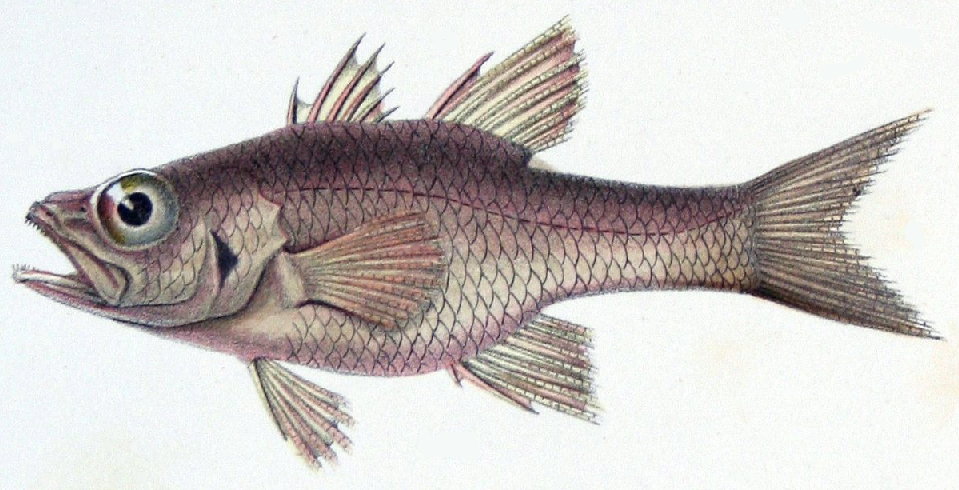
Apogon americanus
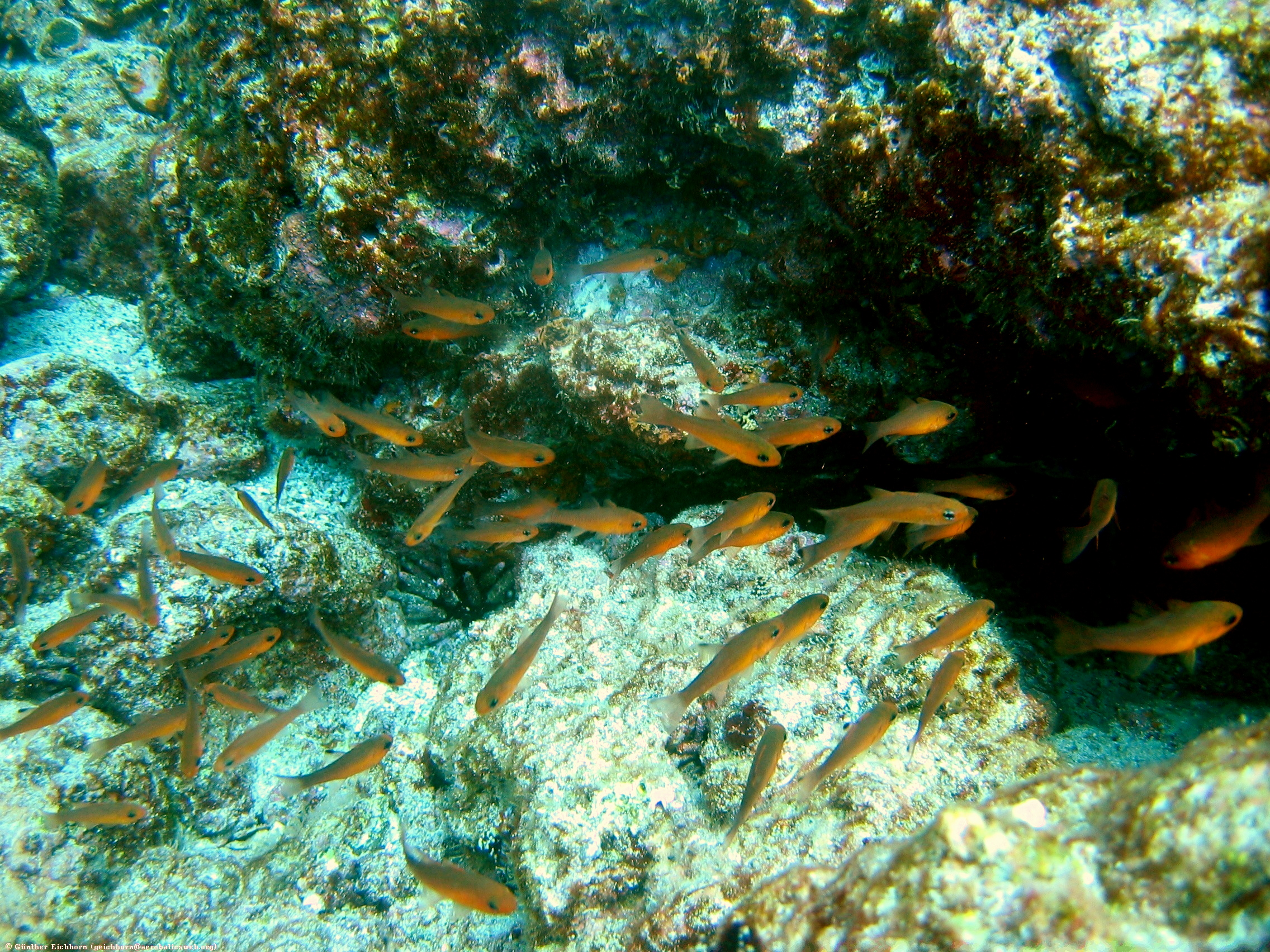
Apogon atradorsatus
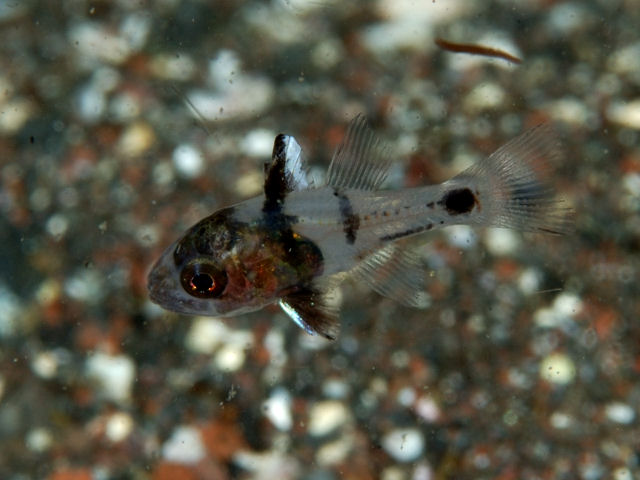
Apogon cathetogramma
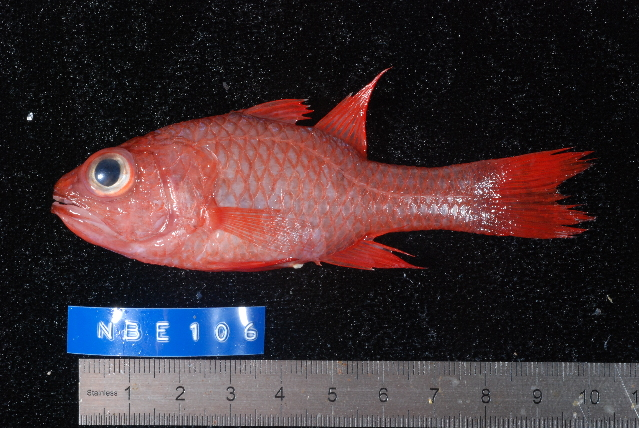
Apogon caudicinctus
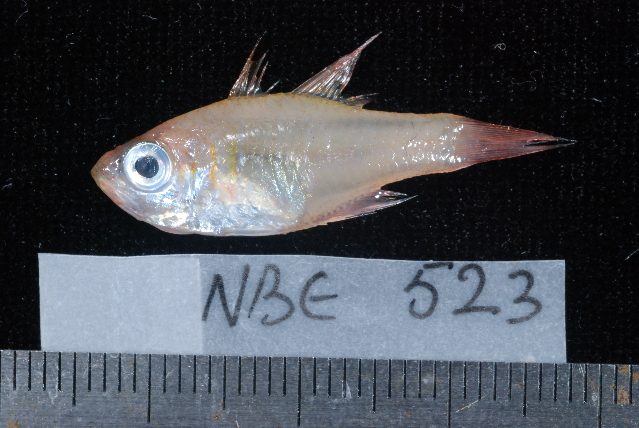
Apogon coccineus
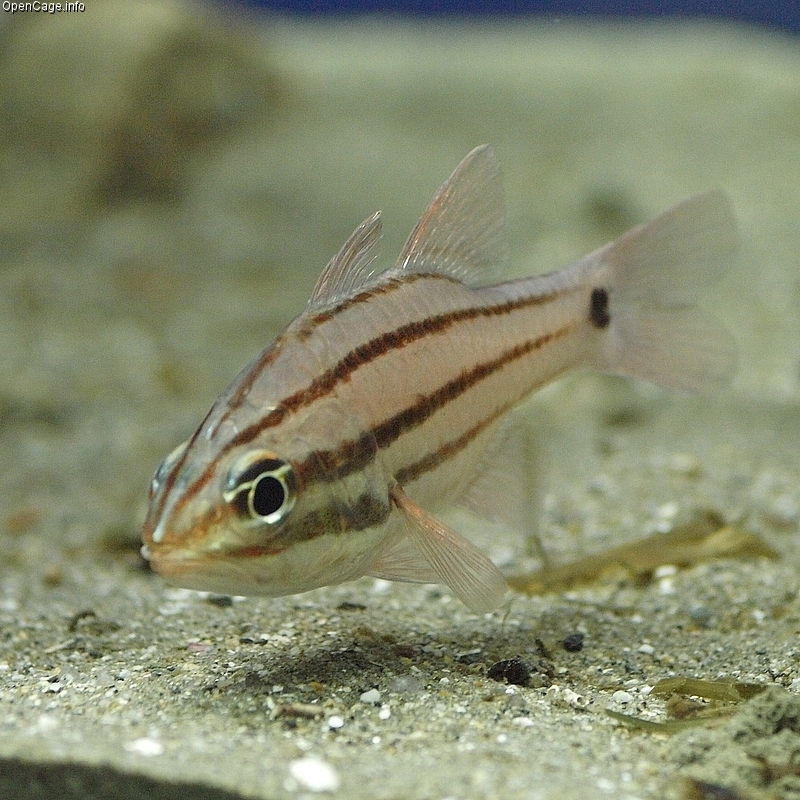
Apogon doederleini
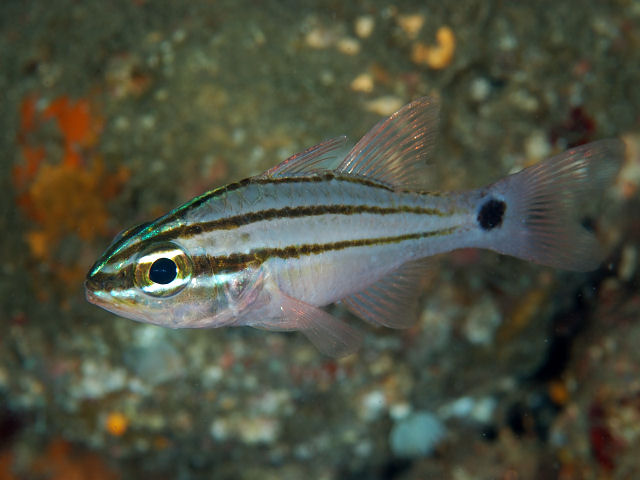
Apogon fukuii
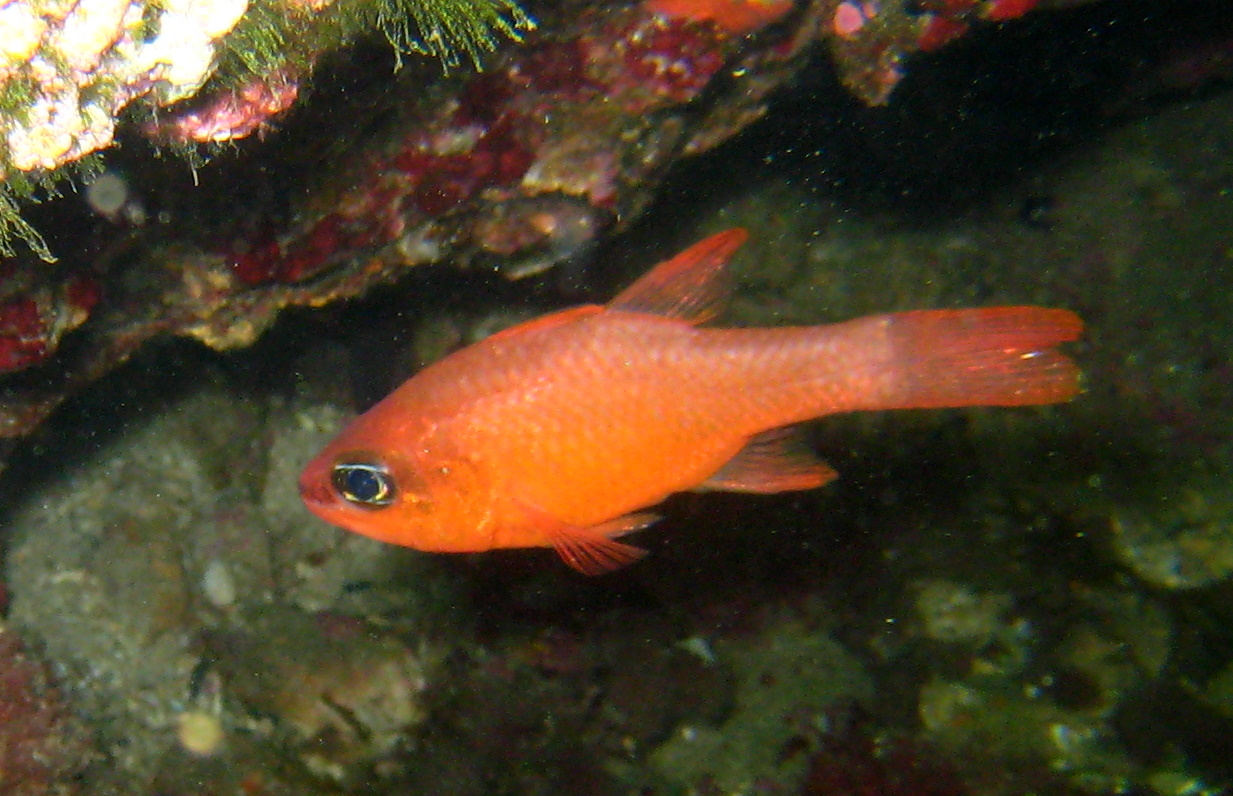
Apogon imberbis
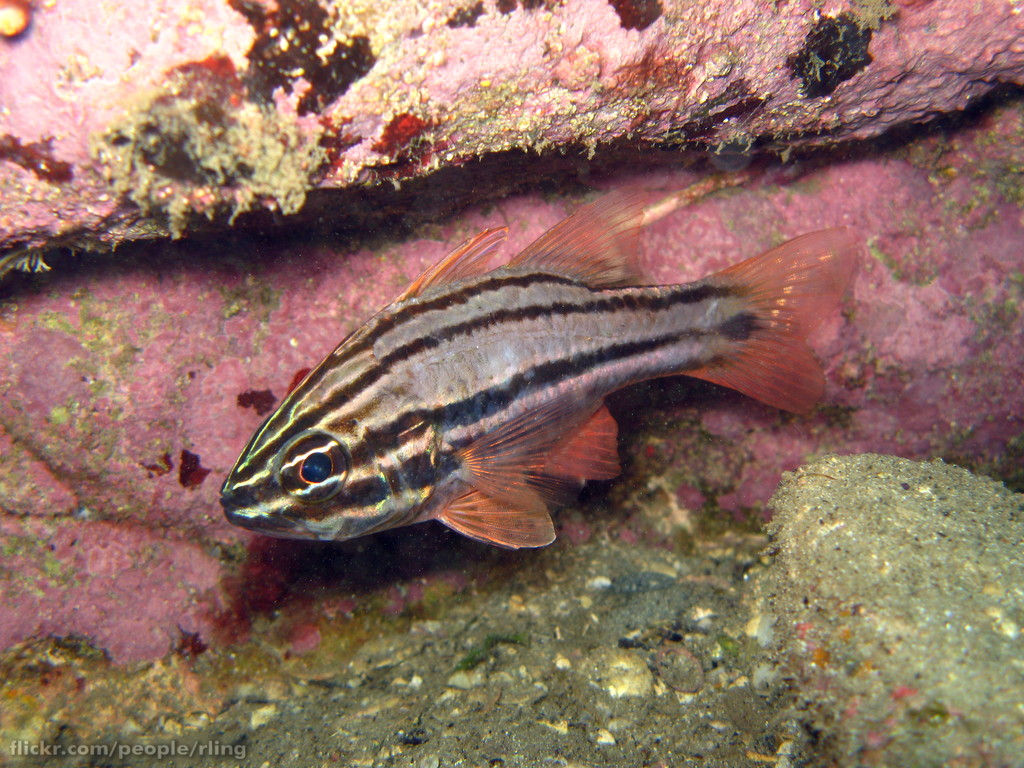
Apogon limenus
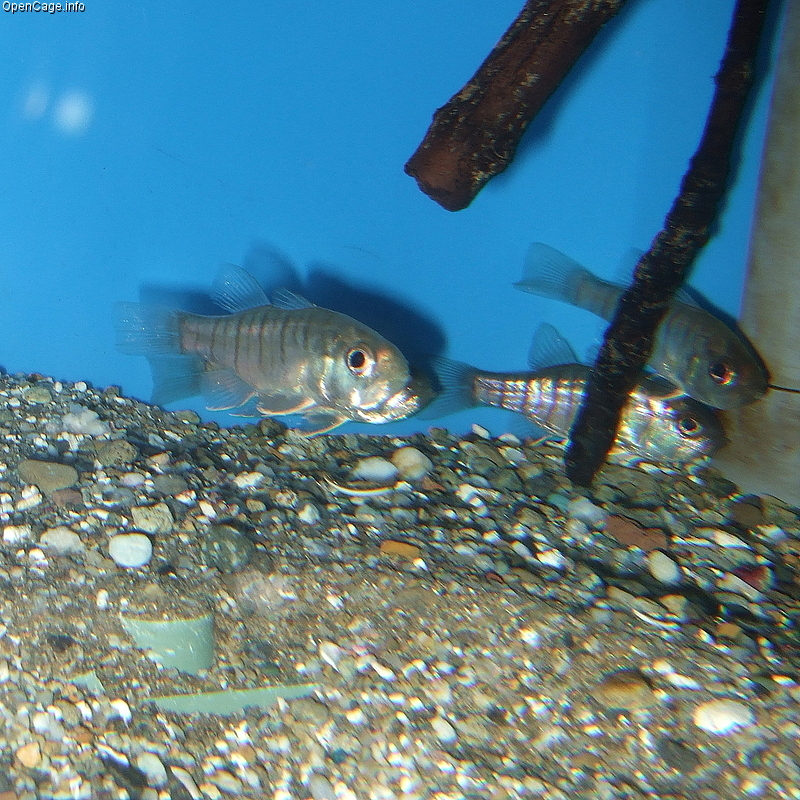
Apogon lineatus
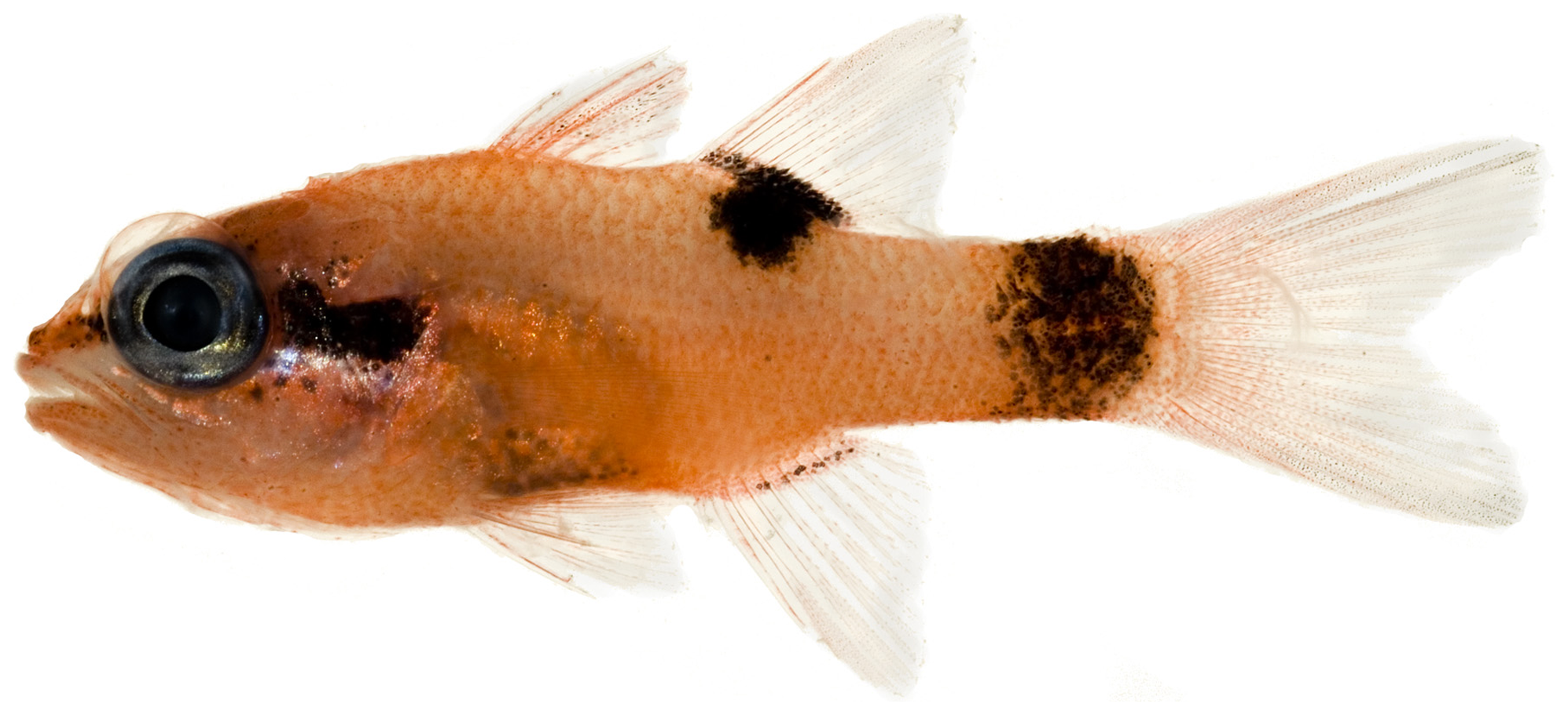
Apogon maculatus
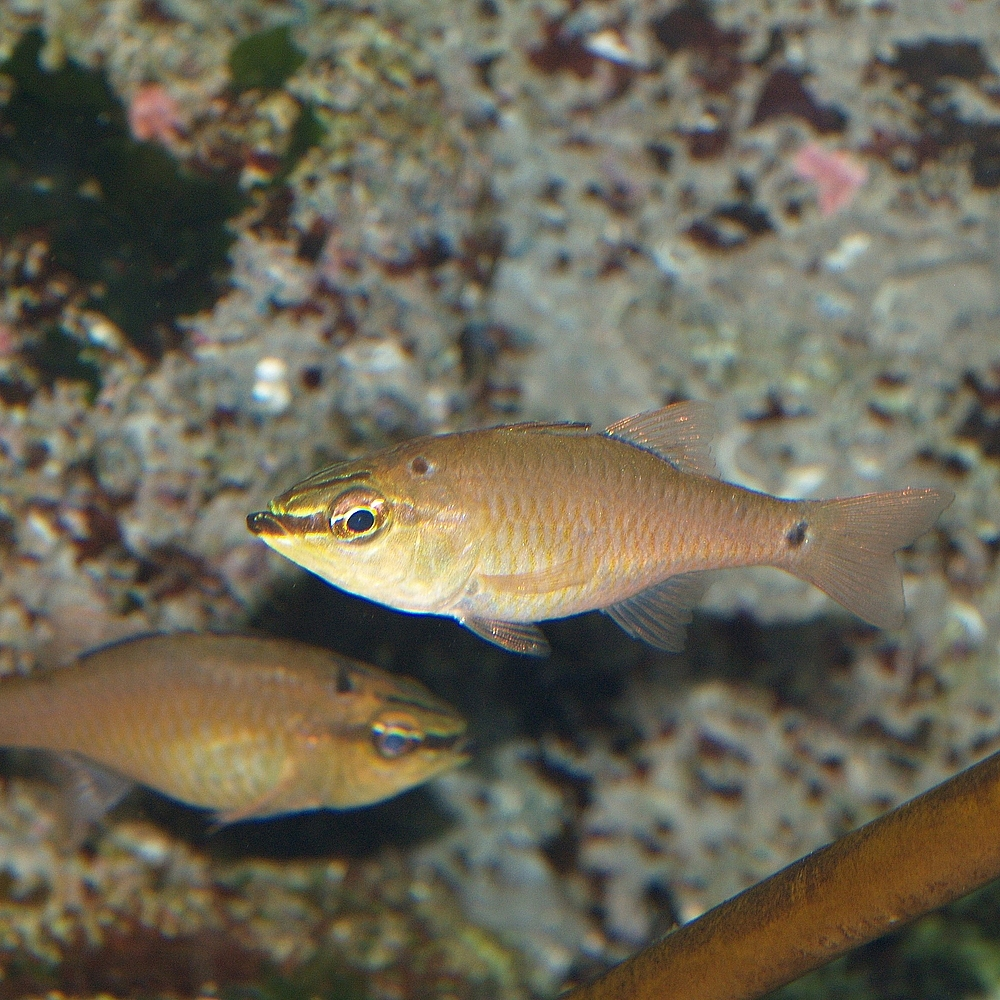
Apogon notatus
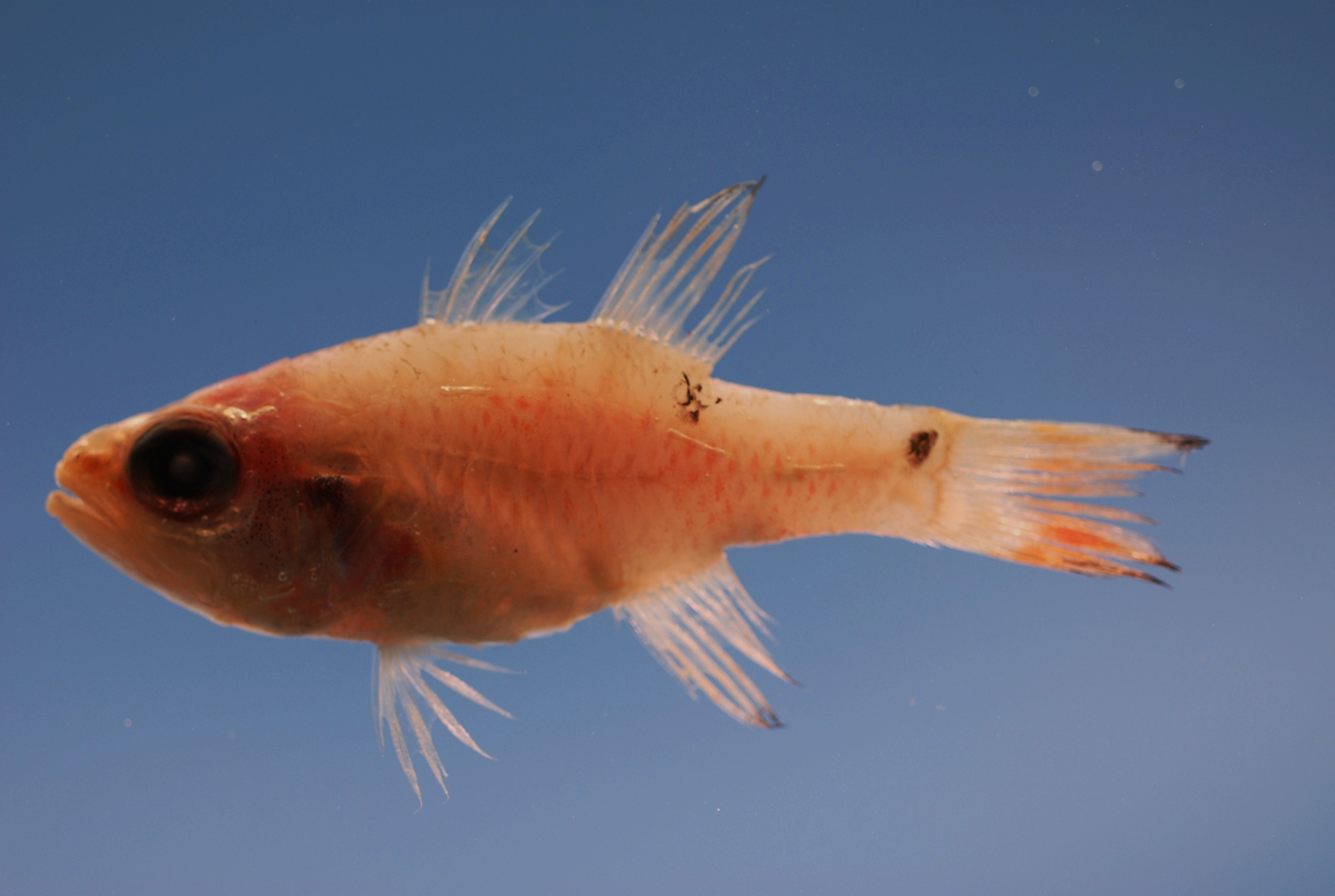
Apogon pseudomaculatus
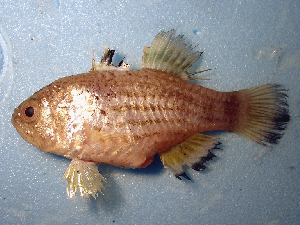
Apogon queketti
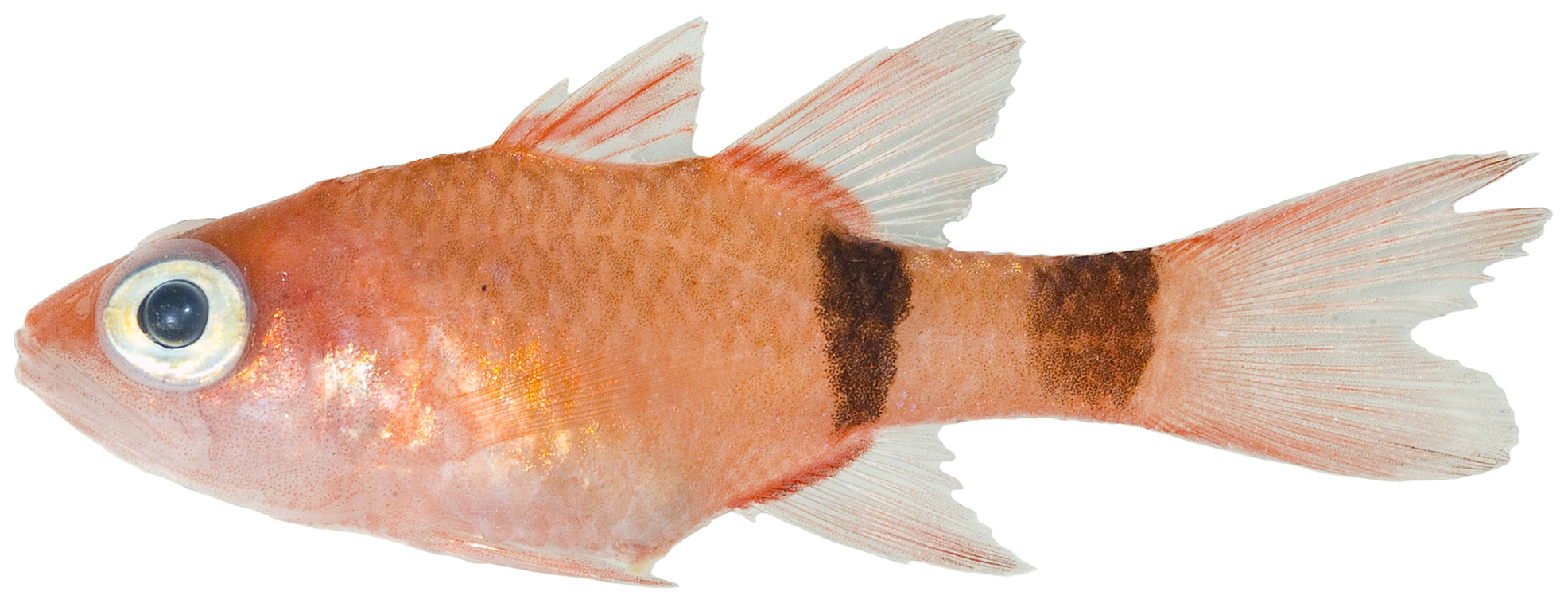
Apogon robinsi
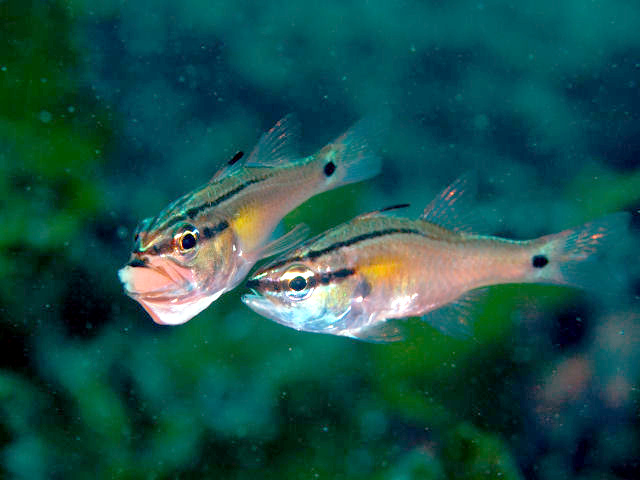
Apogon semilineatus
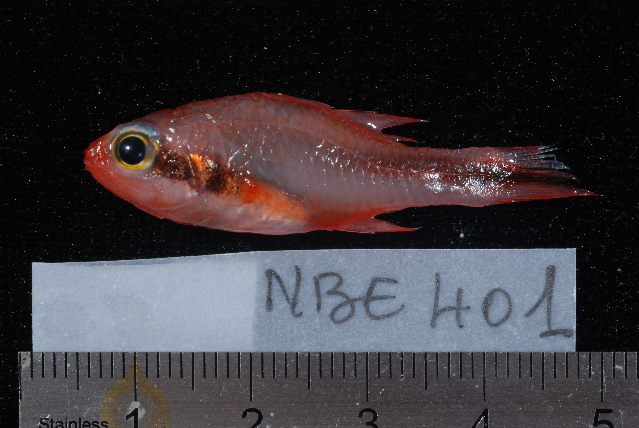
Apogon semiornatus
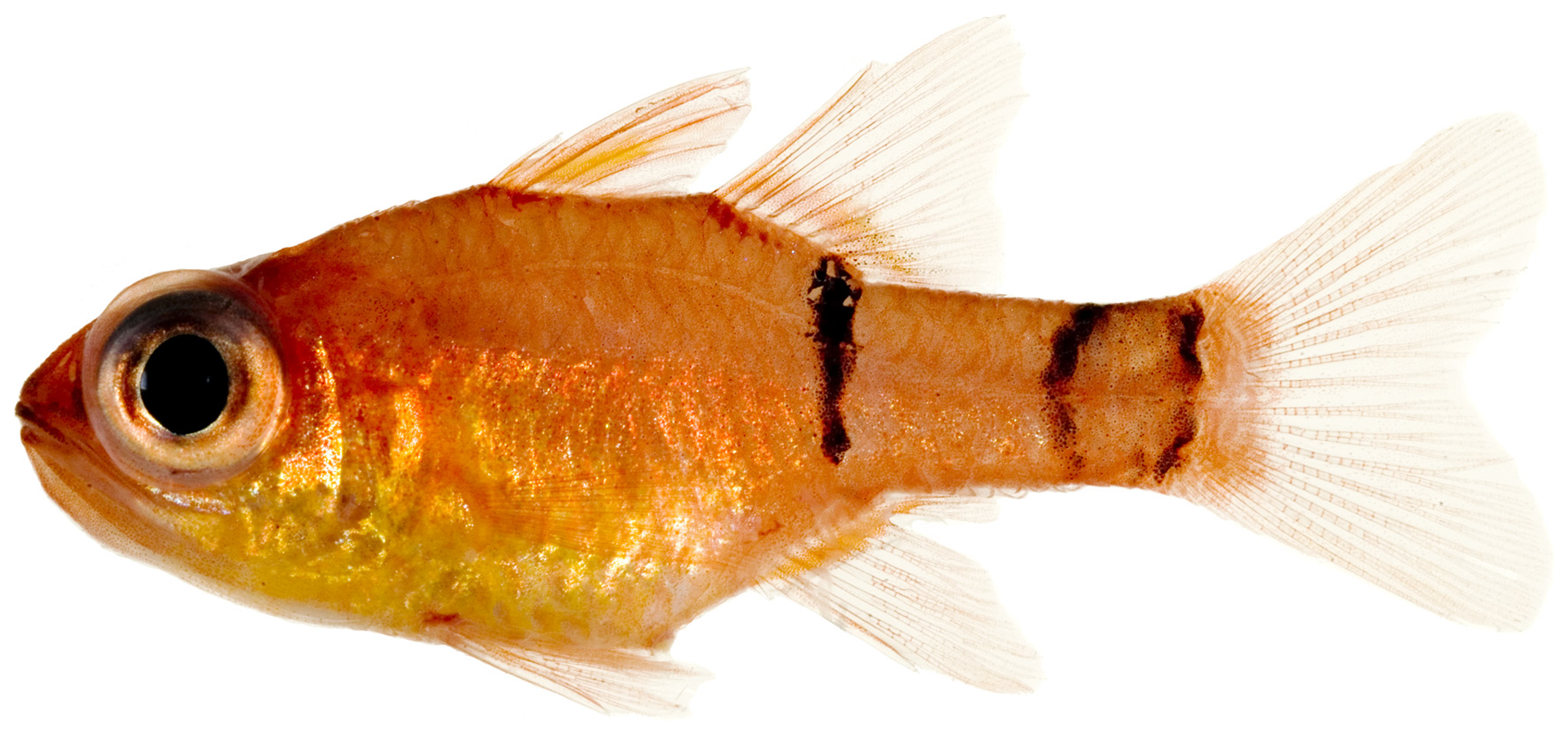
Apogon townsendi

## Référence
- Lacepède, 1801 : Histoire naturelle des poissons. vol. 3, p. 1-558.